# Subaru, danse vers les étoiles
Pour les articles homonymes, voir Subaru.
Subaru, danse vers les étoiles (昴, Subaru) est un seinen manga de Masahito Soda, prépublié dans le magazine Big Comic Spirits et publié par l'éditeur Shōgakukan en onze volumes reliés sortis entre juin 2000 et décembre 2002. La version française est éditée par Delcourt/Akata en onze tomes sortis entre janvier 2006 et octobre 2007.

## Synopsis
Subaru Miyamoto et son frère Kazuma sont des jumeaux très complices, jusqu'à ce que Kazuma développe une tumeur au cerveau. Il doit passer le reste de son enfance à l'hôpital, où son état et sa mémoire continuent de se détériorer. Subaru ferait n'importe quoi pour redonner la santé à son frère bien-aimé ou même le faire sourire. Alors elle danse pour le faire rire. En conséquence, Subaru développe un talent pour la danse et le ballet. Après avoir accidentellement suivi un cours de ballet auprès de la mère d'une amie, Subaru veut apprendre le ballet. Mais l'état de Kazuma s'aggrave et le rêve du ballet semble perdu. Subaru est en colère et crie à sa mère qu'elle serait plus heureuse si Kazuma était parti. Peu de temps après, Kazuma meurt avant que sa sœur puisse lui présenter ses excuses.
Sept ans plus tard, une Subaru adolescente traîne dans un bar du quartier rouge, où elle montre parfois son talent sur scène. La propriétaire du bar, une ancienne ballerine, lui apprend l'art du ballet. Subaru trouve une famille parmi le personnel du bar. Son objectif est de réaliser une performance. Elle obtient cette chance grâce à un entraînement intensif dans une représentation du Lac des Cygnes, dans laquelle elle épate plusieurs spectateurs. Elle franchit une nouvelle étape en participant au Prix de Lausanne, un concours de ballet organisé à Lausanne pour des danseurs majoritairement non européens. Subaru se qualifie pour la finale du prix. Peu avant le final, elle apprend que la propriétaire du bar au Japon et professeure est décédée. Subaru perd alors tout courage et performe malgré une forte fièvre. C'est peut-être précisément à cause de cette situation qu'elle remporte le Prix. Elle reçoit une offre de cours gratuits à la Royal Ballet School, mais emprunte un chemin différent. Elle part à New York à la suite d'une offre de travail comme danseuse. Mais une fois sur place, elle se rend compte que la compagnie de ballet pour laquelle elle est censée danser n'a pas donné de représentation depuis deux ans et est au bord de la faillite.
Cependant, grâce à une performance sensationnelle dans une prison, la compagnie se fait connaître dans tout le pays, de sorte que Priscilla Roberts, la ballerine la plus titrée des États-Unis, en prend également conscience. Elle s'intéresse particulièrement à Subaru, en qui elle voit à la fois une sorte de rival et de successeur.

## Personnages
- Subaru Miyamoto : Contrairement aux autres enfants de son âge, Subaru prenait rarement le temps de jouer dans son enfance. En effet, à la fin de ses cours, elle se rendait à l'hôpital où elle retrouve son frère jumeau, atteint d'une tumeur au cerveau. dansant pour lui redonner le sourire. Mais très vite, la danse va prendre une importance primordiale dans la vie de la jeune fille. Elle lui permet d’extérioriser tout son mal-être. Le décès de Kazuma a créé un fossé entre Subaru et leur mère.
- Kazuma Miyamoto : Frère jumeau de Subaru. Il meurt d'une tumeur au cerveau alors qu'ils sont encore à l'école primaire, moment qui restera une profonde blessure pour Subaru et causera le fossé entre cette dernière et leurs parents.

## Liste des volumes
| no | Japonais         | Japonais      | Français          | Français          |
| no | Date de sortie   | ISBN          | Date de sortie    | ISBN              |
| -- | ---------------- | ------------- | ----------------- | ----------------- |
| 1  | 30 juin 2000     | 4-09-186001-X | 25 janvier 2006   | 978-2-84789-830-9 |
| 2  | 30 août 2000     | 4-09-186002-8 | 22 mars 2006      | 978-2-84789-917-7 |
| 3  | 30 novembre 2000 | 4-09-186003-6 | 25 mai 2006       | 978-2-84789-958-0 |
| 4  | 28 février 2001  | 4-09-186004-4 | 27 septembre 2006 | 978-2-75600-239-2 |
| 5  | 30 mai 2001      | 4-09-186005-2 | 22 novembre 2006  | 978-2-75600-223-1 |
| 6  | 30 août 2001     | 4-09-186006-0 | 6 décembre 2006   | 978-2-75600-391-7 |
| 7  | 30 novembre 2001 | 4-09-186007-9 | 7 février 2007    | 978-2-75600-761-8 |
| 8  | 28 février 2002  | 4-09-186008-7 | 11 avril 2007     | 978-2-75600-762-5 |
| 9  | 30 mai 2002      | 4-09-186009-5 | 13 juin 2007      | 978-2-75600-763-2 |
| 10 | 30 août 2002     | 4-09-186010-9 | 22 août 2007      | 978-2-75600-764-9 |
| 11 | 25 décembre 2002 | 4-09-186601-8 | 17 octobre 2007   | 978-2-75600-787-8 |

## Adaptation cinématographique
La série a été adaptée en film scénarisé et réalisé par Lee Chi-Ngai et sorti le 20 mars 2009 au cinéma, avec Meisa Kuroki dans le rôle principal.

### Édition japonaise
Shōgakukan
1. 1 2  (ja) « Tome 1 »
2. 1 2  (ja) « Tome 2 »
3. 1 2  (ja) « Tome 3 »
4. 1 2  (ja) « Tome 4 »
5. 1 2  (ja) « Tome 5 »
6. 1 2  (ja) « Tome 6 »
7. 1 2  (ja) « Tome 7 »
8. 1 2  (ja) « Tome 8 »
9. 1 2  (ja) « Tome 9 »
10. 1 2  (ja) « Tome 10 »
11. 1 2  (ja) « Tome 11 »

### Édition française
Delcourt/Akata
1. 1 2  « Tome 1 »
2. 1 2  « Tome 2 »
3. 1 2  « Tome 3 »
4. 1 2  « Tome 4 »
5. 1 2  « Tome 5 »
6. 1 2  « Tome 6 »
7. 1 2  « Tome 7 »
8. 1 2  « Tome 8 »
9. 1 2  « Tome 9 »
10. 1 2  « Tome 10 »
11. 1 2  « Tome 11 »